# Piratengold
Piratengold (engl. Donald Duck finds Pirate Gold) ist eine Comicgeschichte von Carl Barks und Jack Hannah aus dem Jahre 1942. Sie gilt als erstes längeres Donald-Duck-Comic von Carl Barks und hat maßgeblich die weitere Ausgestaltung Donalds durch Barks beeinflusst.

## Handlung
Donald, Tick, Trick und Track führen eine Kneipe, den „Blutigen Butt (engl. Bucket Blood)“. Eines stürmischen Abends haben sie einen eigenartigen Besucher, Käpt’n Kakadu, einen Papagei mit Holzbein und Piratenhut. Dieser ist auf der Flucht vor Kater Karlo und bittet um ein Versteck. Donald will zunächst ablehnen, doch als Käpt’n Kakadu einen Schatz verspricht, verstecken sie ihn und belügen Kater Karlo, der kurz darauf den „Blutigen Butt“ aufsucht. Kater Karlo schöpft jedoch Verdacht und lauscht, während Käpt’n Kakadu verrät, dass in der Kneipe eine Schatzkarte versteckt ist, die die fünf bald darauf finden.
Am nächsten Morgen suchen sie ein Schiff, um zur Schatzinsel zu segeln. Kater Karlo bietet ihnen in Verkleidung einer alten Frau sein Schiff, sich und seine beiden Matrosen an, worauf Donald und Käpt’n Kakadu nach Zögern eingehen. Kater Karlo versucht während der Reise die Schatzkarte zu finden, um dann seine Gäste loszuwerden. Nach mehreren Fehlschlägen verliert er die Geduld und will sie mit seinen beiden Matrosen umbringen. Zwar können Tick, Trick und Track das verhindern, doch dann werden sie eingesperrt. Nachdem Karlo die Karte erpresst hat, werden Donald und Käpt’n Kakadu über die Planke geschickt. Die Kinder allerdings können sie retten und mit einem Floß entkommen. Nun muss Karlo aber erkennen, dass Käpt’n Kakadu einen Teil der Karte herausgeschnitten hat, ohne den die Karte wertlos ist.
Getrennt landen alle auf der Schatzinsel. Als Geist verkleidet gibt Karlo Donald und Käpt’n Kakadu die Karte zurück und verfolgt sie. Ahnungslos finden sie den Schatz, aber Karlo und seine Matrosen nehmen ihnen die Schatzkiste wieder ab. Dann aber gelingt es den Kindern, die Bösewichte durch Bewerfen von Kokosnüssen auszuschalten. Nun können diese auf dem Schiff eingeschlossen werden und der Schatz wird an Bord gebracht. Da Donald und Käpt’n Kakadu sich bei der Suche aber als unfähig erwiesen haben, segeln die Kinder das Schiff nach Hause, während Donald und Käpt’n Kakadu den Boden schrubben müssen.

## Entstehung
1939 wurde in den Disney Studios beschlossen, auf Grundlage von Robert Louis Stevensons Roman Die Schatzinsel einen Film mit Micky, Goofy und Donald zu erstellen. Die Mitarbeiter Harry Reeves, Homer Brightman und Roy Williams entwickelten unter dem Projektnamen Morgan's Ghost (andere Projektnamen waren Three Buccaneers und Pieces of Eight) einen Plot und erstellten daraus ein Storyboard (Carl Barks war entgegen häufigen Meldungen daran nicht beteiligt). Aufgrund des Kriegseintritts der Vereinigten Staaten wurden für die Disney Studios Comicfilme wichtiger, die den Krieg und dessen Hintergründe zum Thema hatten (z. B. Der Fuehrer’s Face oder The Spirit of ’43). Morgan’s Ghost wurde darum fallen gelassen.
1942 plante jedoch der Redakteur von Western Publishing, Oscar Lebeck, eine längere Comic-Geschichte mit den Walt-Disney-Figuren zu verlegen. Auf der Suche nach einer möglichen Grundlage entdeckte er das Storyboard. Daraufhin bat er John Rose, den Verantwortlichen für kurze Filme bei den Disney Studios, um die Rechte, die dieser freigab. Als Zeichner für das Comic schlug Rose Barks und Hannah vor, die beide zusagten. Für das Comic musste das Storyboard umgeschrieben werden, was Bob Karp übernahm, während Barks und Hannah die Zeichnungen fertigstellten. Karp lieferte die Seiten, die in Textform die einzelnen Panels genau beschrieben. Barks und Hannah berichteten später übereinstimmend, dass sie die Bilder des Storyboards nie gesehen haben. Dies wird jedoch bezweifelt, da manche Bilder im Comic und im Storyboard sich äußerst ähnlich sehen. Von Anfang an stand das Projekt unter Zeitdruck, so dass Barks und Hannah mit der Arbeit begannen, sobald sie die ersten Seiten von Karp bekamen. Als die damit fertig waren, bekamen sie den restlichen Teil des Skriptes. Nun teilten sie sich die Seiten so auf, dass Hannah die Szenen auf der Insel und Barks die auf dem Schiff zeichnen sollte. Barks interessierte sich sehr für Segelschiffe und hatte zahlreiche Fotos, u. a. in Ausgaben der National Geographic, anhand deren er die Takelage des Schiffes realistisch zeichnen konnte.
Karp nahm einige Änderungen am Skript vor. So strich er Pluto, Micky und Goofy aus dem Skript und nahm Donalds Neffen hinein. Auch die Rolle des Käpt’n Kakadu wurde erweitert und dem Vogel, der im Storyboard nur eine Nebenrolle hatte, individuelle Charakterzüge verliehen. Damit entfiel auch eine Szene aus dem Skript, in der die Hauptpersonen auf dem Floß Hunger und leiden und Micky selbstlos bereit ist, sich ins Meer zu stürzen, damit die anderen überleben. Diese Vorstellung erschien Karp zu unglaubwürdig.
Zum Ende hin nahm der Zeitdruck auf die Zeichner immer mehr zu, so dass auch nachts gearbeitet wurde. Besonders Hannah scheint zuletzt stark unter Druck gewesen zu sein, was man an der Qualität seiner Zeichnungen ablesen kann. So sind die Hintergründe weniger ausgeprägt, das Schiff hat im letzten Bild andere Segel als im Rest der Geschichte und Käpt’n Kakadu hat sein Holzbein mal links, mal rechts.
Das bis heute viel nachgedruckte Original-Cover wurde von Harry Porter entworfen und gezeichnet.

## Wirkung
Piratengold war die erste längere Comicgeschichte mit Donald und bot besonders Barks viel Raum, um Gags und eine kontinuierliche Entwicklung der Story einzubauen. Damit wurde eine Tradition begründet, die sich bis heute z. B. in der Serie Lustiges Taschenbuch erhält und die Entwicklung der Donald-Duck-Comics nachhaltig geprägt hat.